# Kamnik pod Krimom
Kamnik pod Krimom este o localitate din comuna Brezovica, Slovenia, cu o populație de 750 de locuitori.